# François Heirisson
Pour les articles homonymes, voir Heirisson.
François-Antoine Boniface Heirisson, né le 14 mai 1776 à Madrid et mort le 24 février 1834 à Nantes, est un marin français qui participa à l'expédition vers les Terres australes que conduisit Nicolas Baudin au départ du Havre à compter du 19 octobre 1800.

## Biographie
Enseigne de vaisseau à bord du Naturaliste, il a laissé son nom au cap Heirisson et à l'île Heirisson. En outre, il fut le premier cartographe de la Swan, en Australie-Occidentale.
Cependant, il ne s'entendait pas avec le commandant Baudin, car il faisait partie de la coterie du capitaine Le Bas de Sainte-Croix. Il ne fut pas promu en novembre 1801, lorsque Baudin établit la liste des promotions des équipages des deux navires.